# Johnny, I Hardly Knew Ya
Johnny, I Hardly Knew Ya (aussi connue comme Johnny We Hardly Knew Ye ou Johnny I Hardly Knew Ye), est une chanson traditionnelle irlandaise dénonçant les atrocités de la guerre.

## Histoire
Initialement appelée Johnny I Hardly Knew Ye, la chanson date du début du XIXe siècle, lorsque les troupes irlandaises furent envoyées aider les soldats anglais en Inde, notamment pour assurer la sécurité des activités commerciales de la Compagnie anglaise des Indes orientales .

## Paroles
Il existe de nombreuses variantes, plus ou moins longues, de cette chanson. La trame commune raconte l'histoire d'un soldat du comté de Kildare envoyé au Sri Lanka (communément appelé "Ceylan", ou "Celyon" en anglais à l'époque). À son retour, son épouse déplore ses mutilations, notamment la perte de ses yeux et de ses jambes.
| Paroles originales                                                | Traduction approximative                                            |
| ----------------------------------------------------------------- | ------------------------------------------------------------------- |
| Along the road to sweet Athy, hurroo, hurroo                      | En chemin vers Athy, (ter)                                          |
| Along the road to sweet Athy, hurroo, hurroo                      |                                                                     |
| Along the road to sweet Athy                                      |                                                                     |
| A stick in me hand and a drop in me eye                           | Un bâton à la main, et une larme à l'œil                            |
| A doleful damsel I heard cry,                                     | J'ai entendu pleurer une jeune femme en peine,                      |
| Johnny I hardly knew ye.                                          | « Johnny, je t'ai à peine connu ».                                  |
|                                                                   |                                                                     |
| With your guns and drums and drums and guns, hurroo, hurroo (ter) | Avec vos canons et vos tambours et vos tambours et vos canons (ter) |
| The enemy nearly slew ye                                          | L'ennemi t'a presque massacré                                       |
| Oh my darling dear, Ye look so queer                              | Oh mon très cher, tu sembles si (misérable/bizarre)                 |
| Johnny I hardly knew ye.                                          | Johnny, je t'ai à peine connu.                                      |
|                                                                   |                                                                     |
| Where are the eyes that looked so mild, (ter)                     | Où sont tes yeux, qui m'ont paru si charmants (ter)                 |
| When my heart you so beguiled                                     | Quand tu as ravi mon cœur                                           |
| Why did ye scadaddle from me and the child                        | Pourquoi as-tu fui loin de moi et de (notre) enfant ?               |
| Oh Johnny, I hardly knew ye.                                      | Johnny, je t'ai à peine connu.                                      |
|                                                                   |                                                                     |
| Where are your legs that used to run (ter)                        | Où sont tes jambes qui t'ont porté (ter)                            |
| When you went to carry a gun                                      | Quand tu as couru prendre les armes ?                               |
| Indeed your dancing days are done                                 | (Nos) danses d'antan sont bien finies                               |
| Oh Johnny, I hardly knew ye.                                      | Johnny, je t'ai à peine connu.                                      |
|                                                                   |                                                                     |
| I'm happy for to see ye home (ter)                                | Je suis heureuse de te revoir à la maison (ter)                     |
| All from the island of Ceylon                                     | De retour de l'île de Ceylan                                        |
| So low in the flesh, so high in the bone                          | Si décharné, tout en os                                             |
| Oh Johnny I hardly knew ye.                                       | Johnny, je t'ai à peine connu.                                      |
|                                                                   |                                                                     |
| Ye haven't an arm, ye haven't a leg (ter)                         | Tu n'as plus ni bras ni jambes (ter)                                |
| Ye're an armless, boneless, chickenless egg                       | Tu es un coquille vide, sans bras, sans os                          |
| Ye'll have to be put with a bowl out to beg                       | Il faudra te sortir pour mendier avec un bol                        |
| Oh Johnny I hardly knew ye.                                       | Johnny, je t'ai à peine connu.                                      |
|                                                                   |                                                                     |
| They're rolling out the guns again (ter)                          | Et maintenant, ils ressortent les canons (ter)                      |
| But they'll never will take my sons again                         | Mais ils ne prendront jamais mes fils                               |
| No they'll never will take my sons again                          | Non, ils ne prendront jamais mes fils                               |
| Johnny I'm swearing to ye.                                        | Johnny, je t'en fais le serment.                                    |

## Reprises
La mélodie de cette chanson a été reprise dans le chant When Johnny Comes Marching Home au thème nettement plus héroïque, datant de 1863, durant la Guerre de Sécession aux États-Unis. C'est plus probablement ce deuxième chant qui a popularisé l'air.
Le 92e régiment d'infanterie français a son hymne Nos pères les gaulois écrit sur l'air de When Johnny comes marching home.
La mélodie de la chanson Ghost rider in the sky (1948) est par ailleurs très semblable à ce titre.
Le compositeur américain Morton Gould a employé la mélodie comme thème principal pour An American Salute.
Le groupe The Clash a repris la mélodie dans le morceau English Civil War, sur son album Give ’Em Enough Rope paru en 1979.
En 1984, le groupe Bérurier noir reprend également la mélodie dans l'album Macadam Massacre, sous le titre Johnny revient d'la guerre (instrumental).
La mélodie de ce morceau peut être entendue dans le morceau Out in the Fields de Gary Moore, paru sur l'album Run for Cover (1985)
Le thème est repris pour un chant de guerre dans le film d'animation Fourmiz, sorti en 1998.
Johnny I Hardly Knew Ya fut réinterprétée par le groupe Dropkick Murphys sur l'album The Meanest Of Times paru en 2007.
En 2012, Damien Saez reprend la mélodie pour son titre Planche à Roulettes de l'album Messina.
La mélodie de ce morceau peut également être entendue dans le morceau Of Treasure du groupe de pirate metal Alestorm, paru sur l'album Captain Morgan's Revenge (2008).
Johnny I Hardly Knew Ye fut réinterprétée en version punk-rock par le groupe guadeloupéen The Bolokos en s'inspirant des Clancy Brothers & Tommy Makem.
Le groupe allemand Santiano a également repris une version raccourcie de ce morceau sous le titre "Drums and Guns (Johny I hardly knew ya)" dans l'album Mit den Gezeiten (2013).
En 2020, l'artiste français Joey Glüten s'approprie la mélodie dans son titre Johnny a horreur des nouilles à la fois en solo et avec son groupe Mégadef.